# Greatest Hits (альбом Рибы Макинтайр)
| Оценки критиков | Оценки критиков |
| Источник        | Оценка          |
| --------------- | --------------- |
| Allmusic        | [ 1 ]           |

Greatest Hits — альбом компиляция, сборник лучших хитов американской кантри-певицы Рибы Макинтайр, изданный в 1987 году на студии MCA Nashville. Это первый её сборник хитов, записанных на этой студии и включает песни 1984, 1985 и 1986 (в основном из Top Ten), включая такие хиты № 1 как «How Blue», «Somebody Should Leave», «Whoever’s in New England», «Little Rock», «What Am I Gonna Do About You» и «One Promise Too Late». Тираж альбома превысил 3 млн копий и он получил 3-кр. платиновый статус RIAA.

## Список композиций
1. «Just a Little Love» (Stephen Allen Davis, Dennis Morgan) — 3:57
2. «He Broke Your Memory Last Night» (Bucky Jones, Dickey Lee) — 2:46
3. «How Blue» (John Moffat) — 2:36
4. «Somebody Should Leave» (Harlan Howard, Chick Rains) — 3:38
5. «Have I Got a Deal for You» (Michael Patrick Heeney, Jackson Leap) — 2:40
6. «Only in My Mind» (Reba McEntire) — 3:33
7. «Whoever’s in New England» (Kendal Franceschi, Quentin Powers) — 3:17
8. «Little Rock» (Bob DiPiero, Gerry House, Pat McManus) — 3:07
9. «What Am I Gonna Do About You» (Jim Allison, Doug Gilmore, Bob Simon) — 3:24
10. «One Promise Too Late» (Dave Loggins, Don Schlitz, Lisa Silver) — 3:21

## Чарты
| Чарт (1987)                        | Высшая позиция |
| ---------------------------------- | -------------- |
| США (Billboard Top Country Albums) | 2              |
| США (Billboard 200)                | 139            |

## Сертификации
| Регион                                                      | Сертификация  | Продажи    |
| ----------------------------------------------------------- | ------------- | ---------- |
| Канада (Music Canada)                                       | Платиновый    | 100 000^   |
| США (RIAA)                                                  | 3× Платиновый | 3 000 000^ |
| ^ Данные о тиражах приведены только на основе сертификации. |               |            |